# Arecaceae
« Palmier » redirige ici. Pour les autres significations, voir Palmier (homonymie).
Famille
Synonymes
Classification APG III (2009)
Les palmiers, Palmacées, Palmae, ou Arécacées, Arecaceae, – les deux noms sont reconnus – forment une famille de plantes monocotylédones. Facilement reconnaissables à leur tige ligneuse non ramifiée, le stipe, surmonté d'un houppier de feuilles pennées ou palmées, les palmiers symbolisent les paysages tropicaux et méditerranéens, notamment leurs côtes et les oasis des déserts chauds.

## Étymologie
Le nom vient du genre-type Areca forme latinisée du nom vernaculaire, dans la région de Malabar (Indes), de l'aréquier ou palmier à bétel (Areca catechu), producteur des noix d'arec ou noix de bétel.

## Description

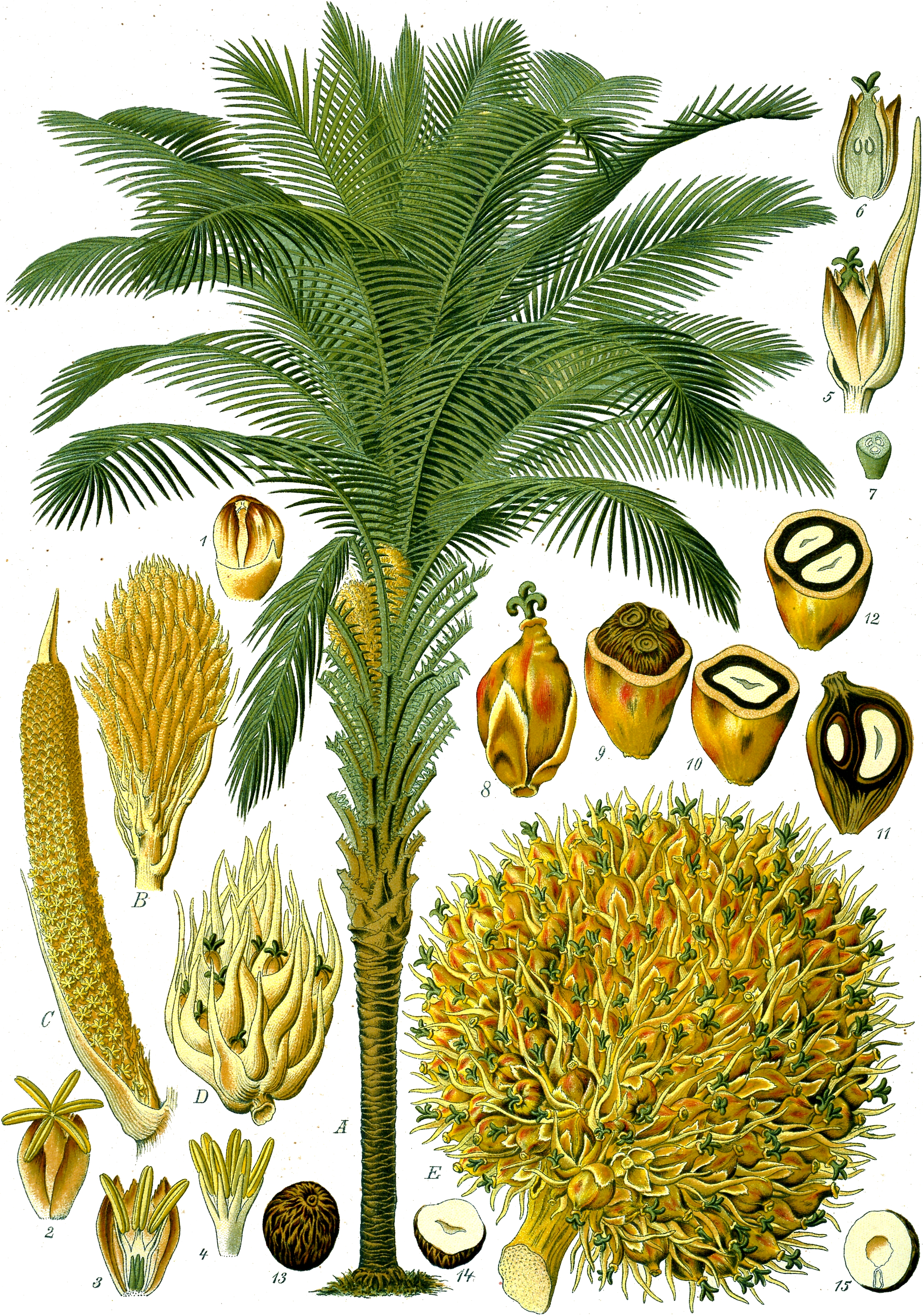
Palmier à huile.

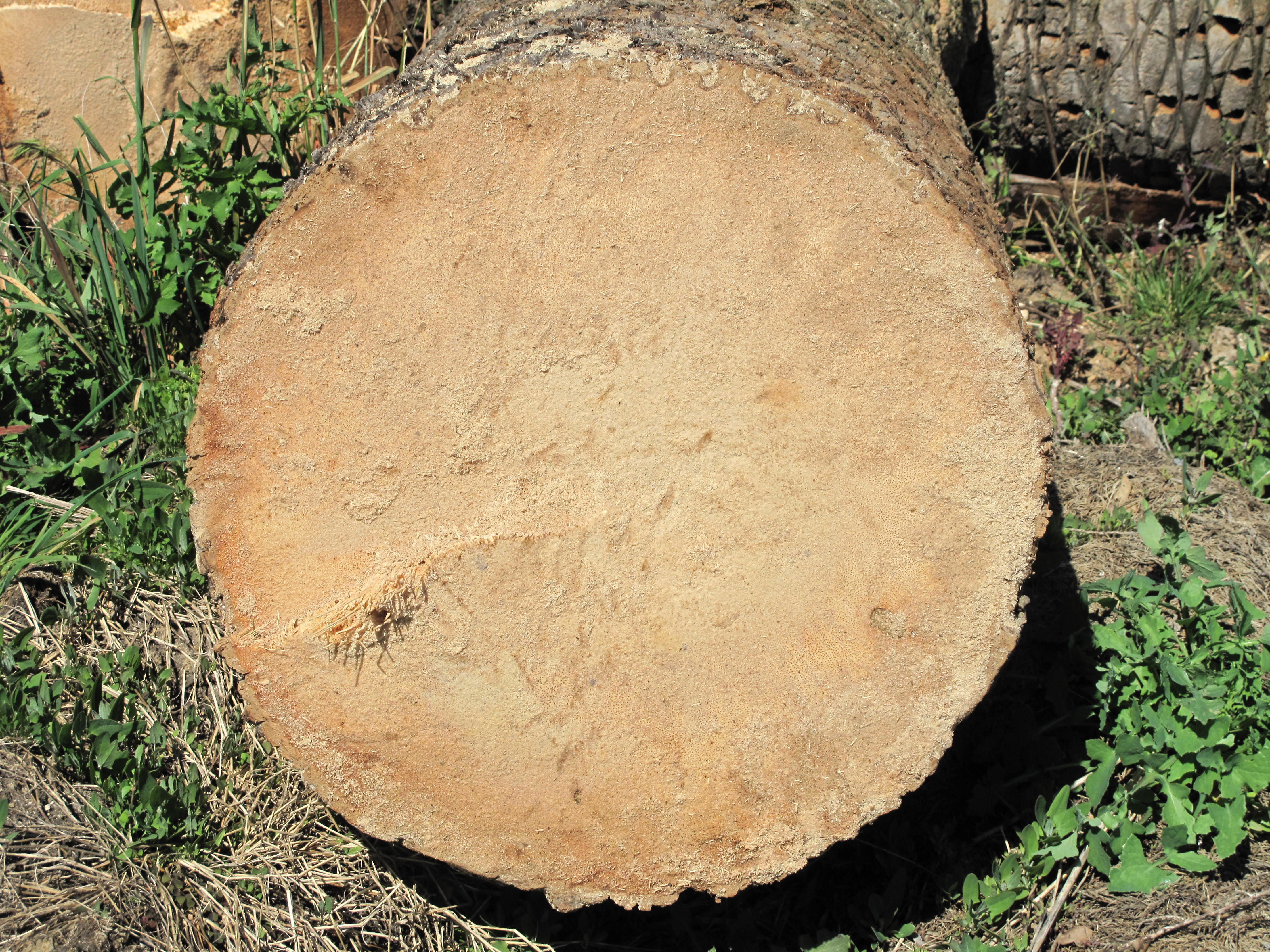
Coupe d'un stipe de palmier montrant l'absence des anneaux de croissance typiques des arbres.

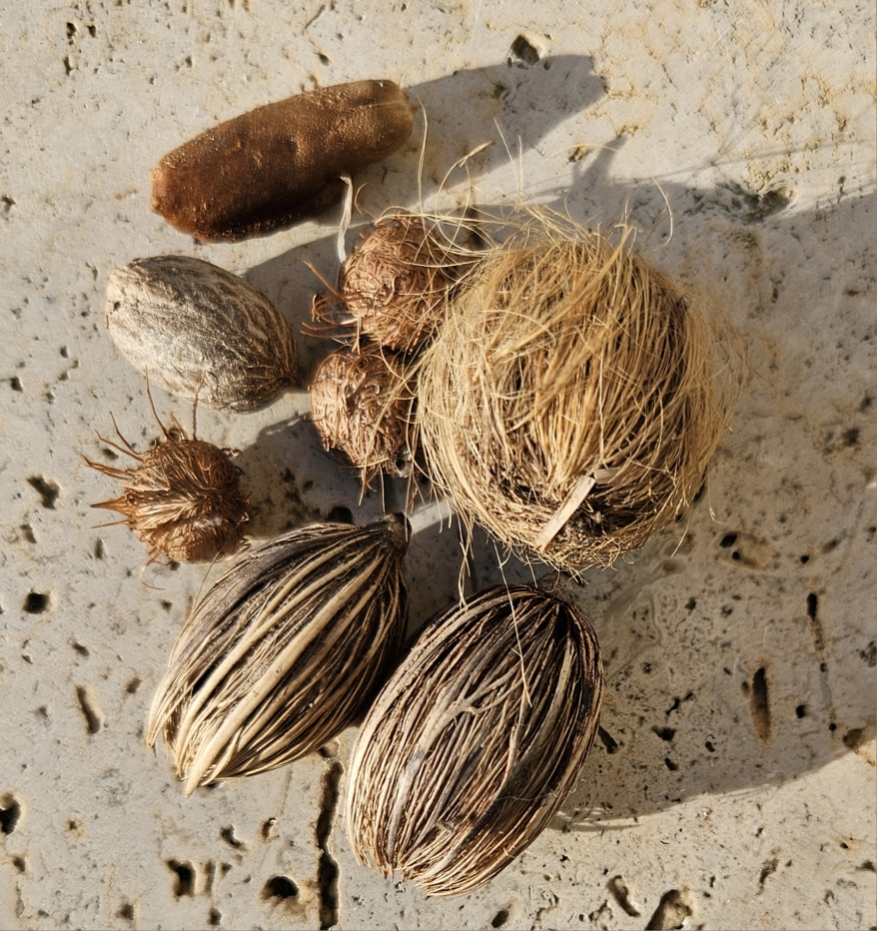
Fruits de palmiers de différentes espèces

C'est une famille de plantes généralement arborescentes connues sous le nom de palmiers, à « bois » atypique n'ayant pas de cambium pour assurer une croissance en largeur typique d'un tronc, parfois à l'aspect de lianes ou d'arbustes. Elle est répandue dans toute la zone intertropicale. Seules deux espèces (le dattier de Crète (Phoenix theophrasti) et le palmier nain (Chamaerops humilis) sont spontanées en Europe.
Le palmier n'a pas de tronc mais un stipe, tige remplie de moelle ou de fibres, formée par un faisceau de pétioles de feuilles palmées ou pennées. Il n'a pas non plus de branches mais des palmes, qui selon les espèces peuvent avoir la forme d'un éventail (feuilles palmées), d'une plume (feuilles pennées) ou d'une structure intermédiaire entre ces deux formes (feuilles costapalmées).
L'inflorescence est déterminée (ou cymeuse, c'est-à-dire avec un axe principal terminé par une fleur), paraissant souvent composée-spiciforme. Les fleurs sont hermaphrodites ou unisexuées, généralement sessiles et à périanthe décomposé en trois sépales, généralement trois pétales, trois ou six étamines (ou plus), trois carpelles parfois jusqu'à dix, un ovule dans chaque loge. Le fruit est une drupe, souvent fibreuse ou rarement une baie.
Plante à la fois archaïque (ancienne) et très complexe, elle peut s'adapter à des conditions climatiques diversifiées (de la forêt équatoriale au désert aride). Sensibles au gel, les palmiers ne dépassent pas la latitude de 50° au Nord ou au Sud et préfèrent les nombreuses contrées tropicales. Quelques espèces sont à leur aise sous un climat semi-tempéré (méditerranéen ou subtropical humide), et une espèce (Trachycarpus fortunei) pousse sous climat tempéré de montagne.

## Histoire évolutive

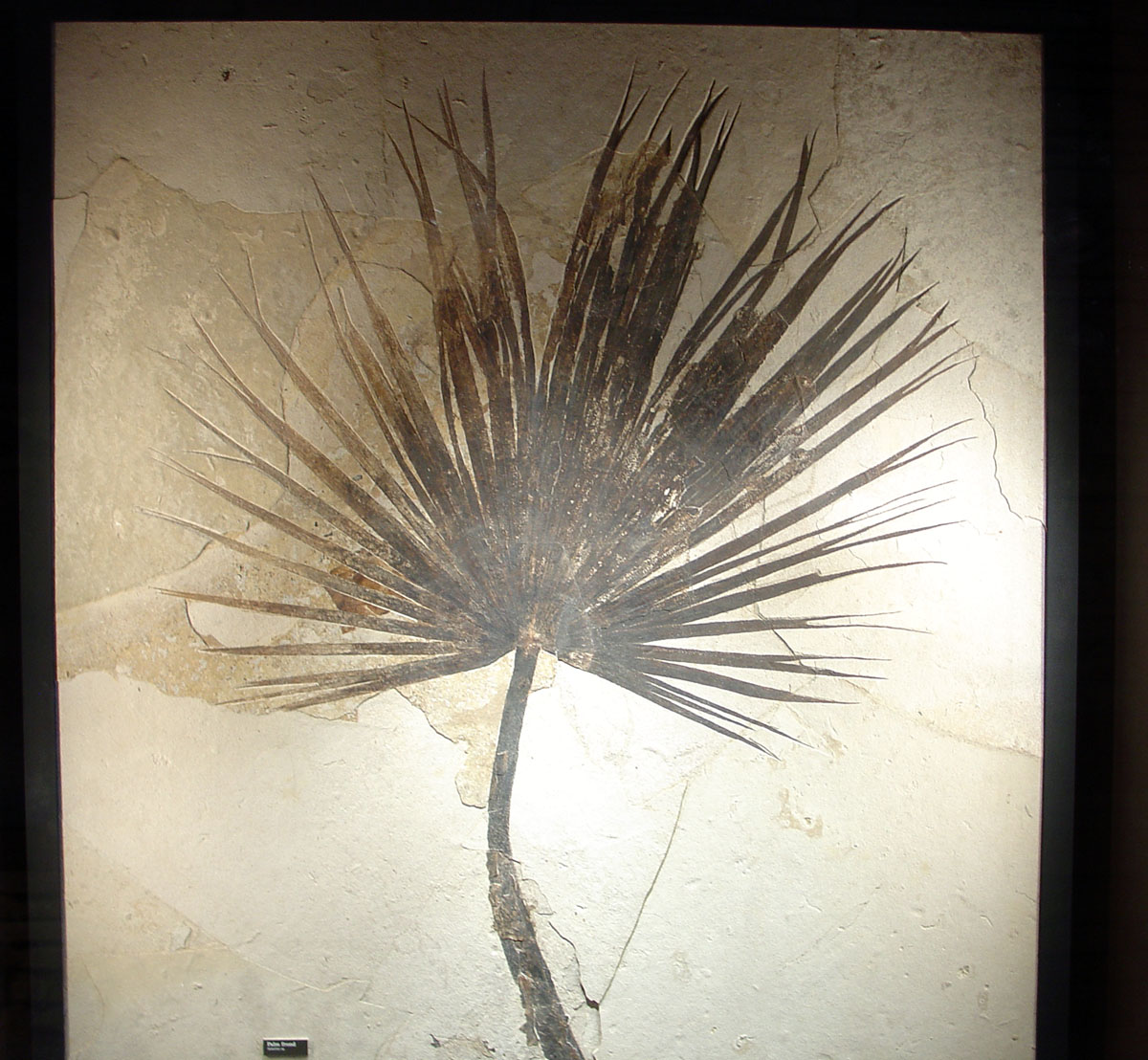
Une palme fossilisée de Palmites.

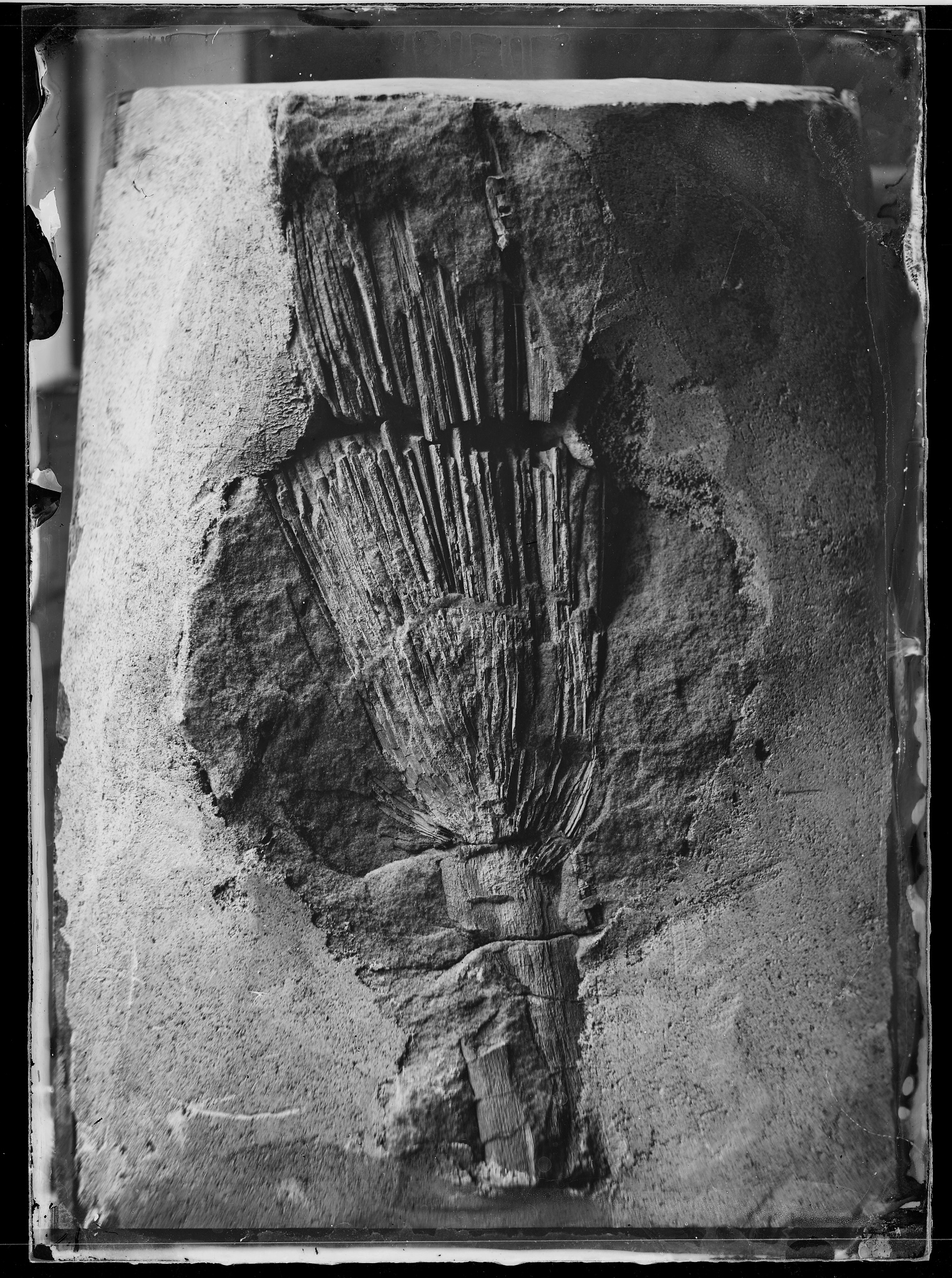
Palmier fossilisé, Fonds Eugène Trutat, Muséum de Toulouse.

Les palmiers occupent une place à part dans le monde végétal, parce qu'ils comptent parmi les plus anciennes espèces de plantes depuis 80 millions d'années. La datation des plus anciens fossiles de palmiers les donne du début du Crétacé, il y a environ 120 millions d'années. De nombreux fossiles de palmiers ont été découverts en Europe sur des terrains datant de l'Oligocène (38 millions d'années) au Miocène (6 millions d'années). Ils témoignent d'une ancienne période de climat tropical.

## Classification

### Généralités
La famille des arécacées comprend (selon Watson & Dallwitz) plus de 2 500 espèces réparties en plus de 200 genres, dans les régions tropicales, subtropicales et tempérées chaudes, de l'Afrique aux Amériques et à l'Asie :
D'un point de vue botanique, les palmiers sont des monocotylédones et ne sont donc pas des arbres, mais des « herbes géantes » : ils ne possèdent pas de vrai bois au sens botanique, l'épaississement du stipe résultant de l'addition répétée de faisceaux appelée « croissance secondaire diffuse », processus différent de celui à l'origine de la formation du bois des dicotylédones et des gymnospermes.
Cela n'empêche pas les Ceroxylon de la cordillère des Andes de posséder les plus hauts stipes du monde (40 à 60 m). Quant au cocotier du Chili, il présente un stipe de plus d'un m de diamètre.
La classification phylogénétique APG II (2003) et la classification phylogénétique APG III (2009) rattachent cette famille à l'ordre des Arecales inclus dans le grand groupe des Commélinidées.
Le Angiosperm Phylogeny Website (20 avril 2007) reconnait 5 sous-familles :
- Calamoideae
- Nypoideae
- Arecoideae
- Coryphoideae
- Ceroxyloideae, qui inclut l'ancienne sous-famille des Phytelephantoideae devenu la tribu Phytelepheae

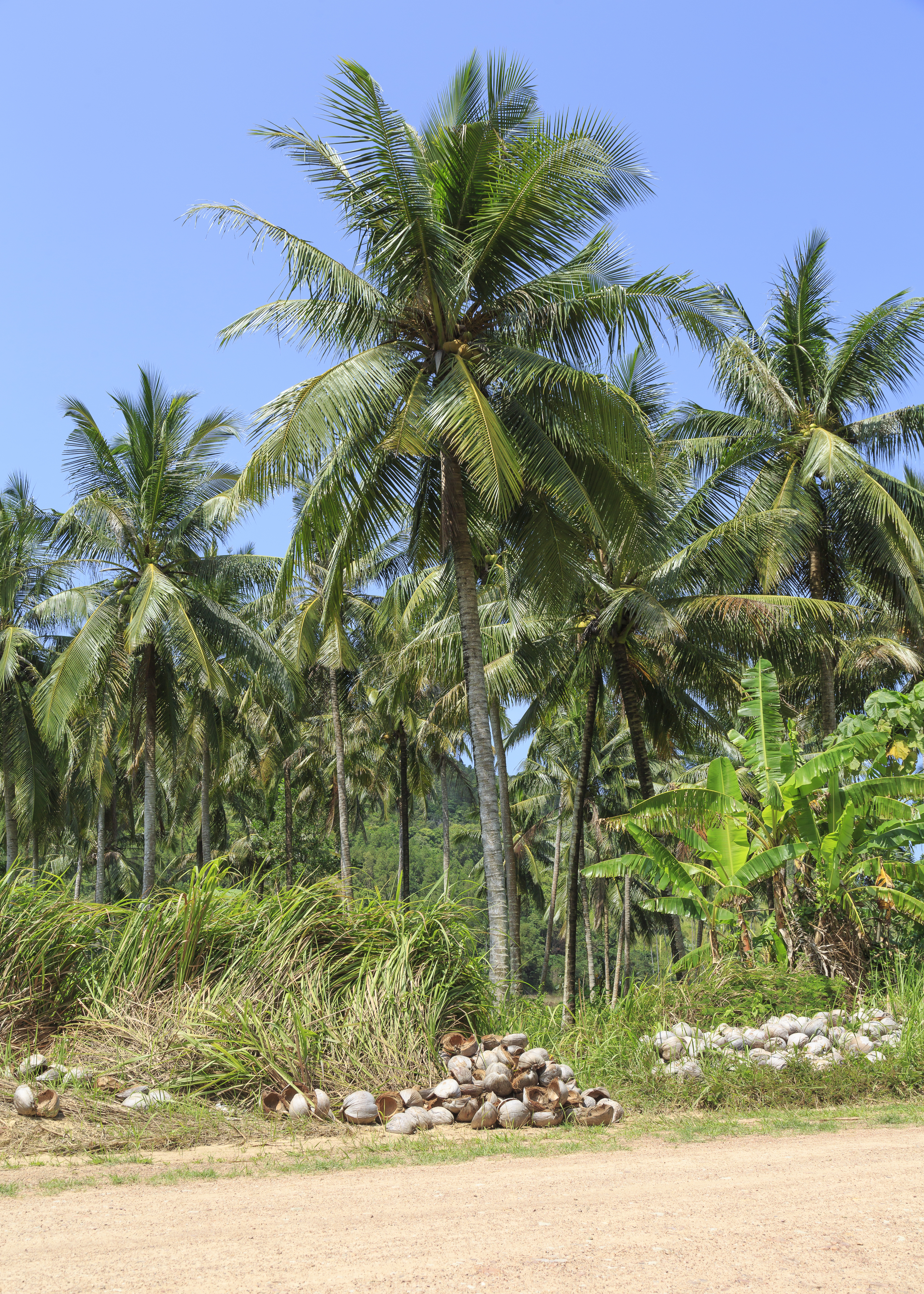
Cocotier (Cocos nucifera), un Arecoideae
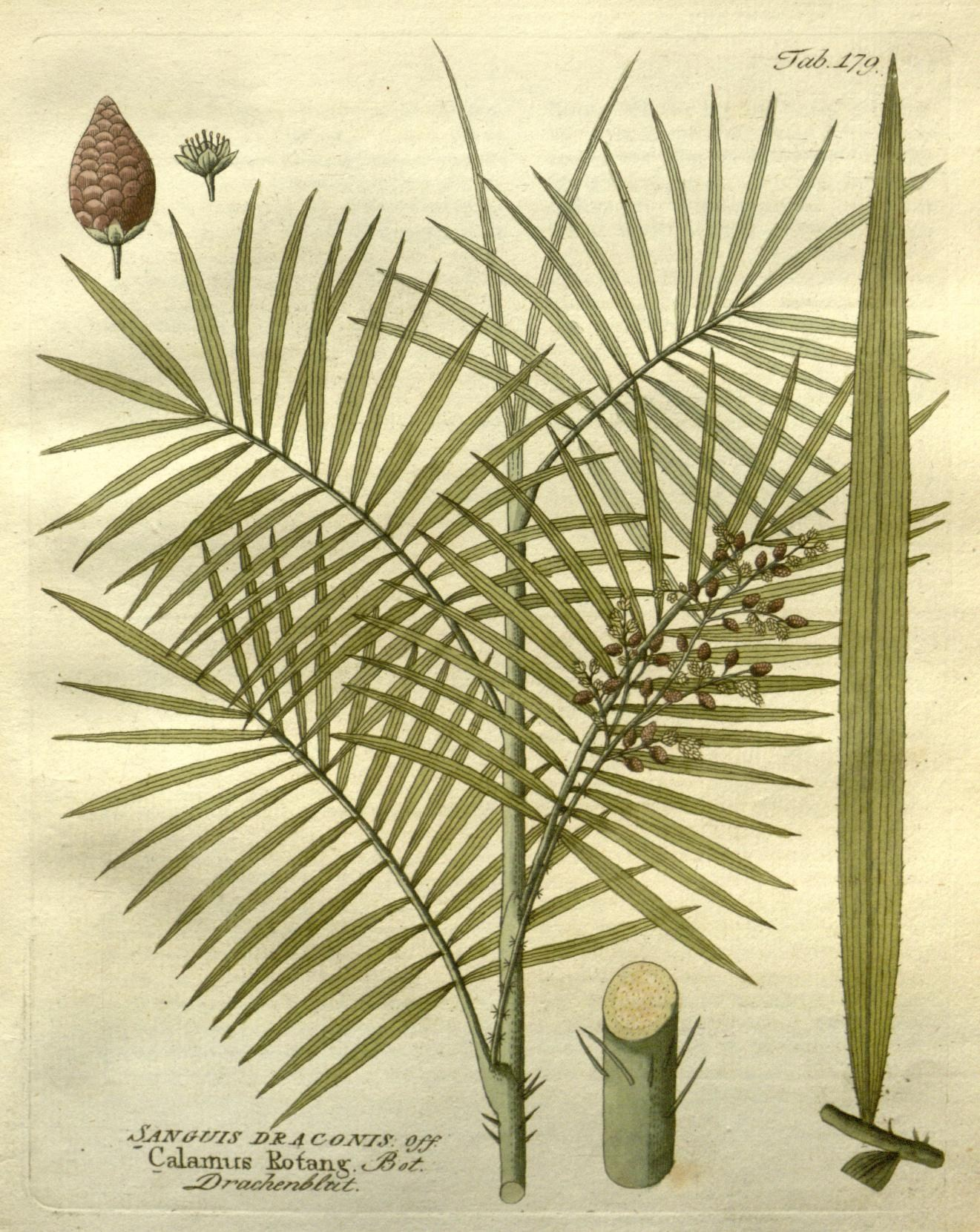
Rotin (Calamus rotang), un Calamoideae
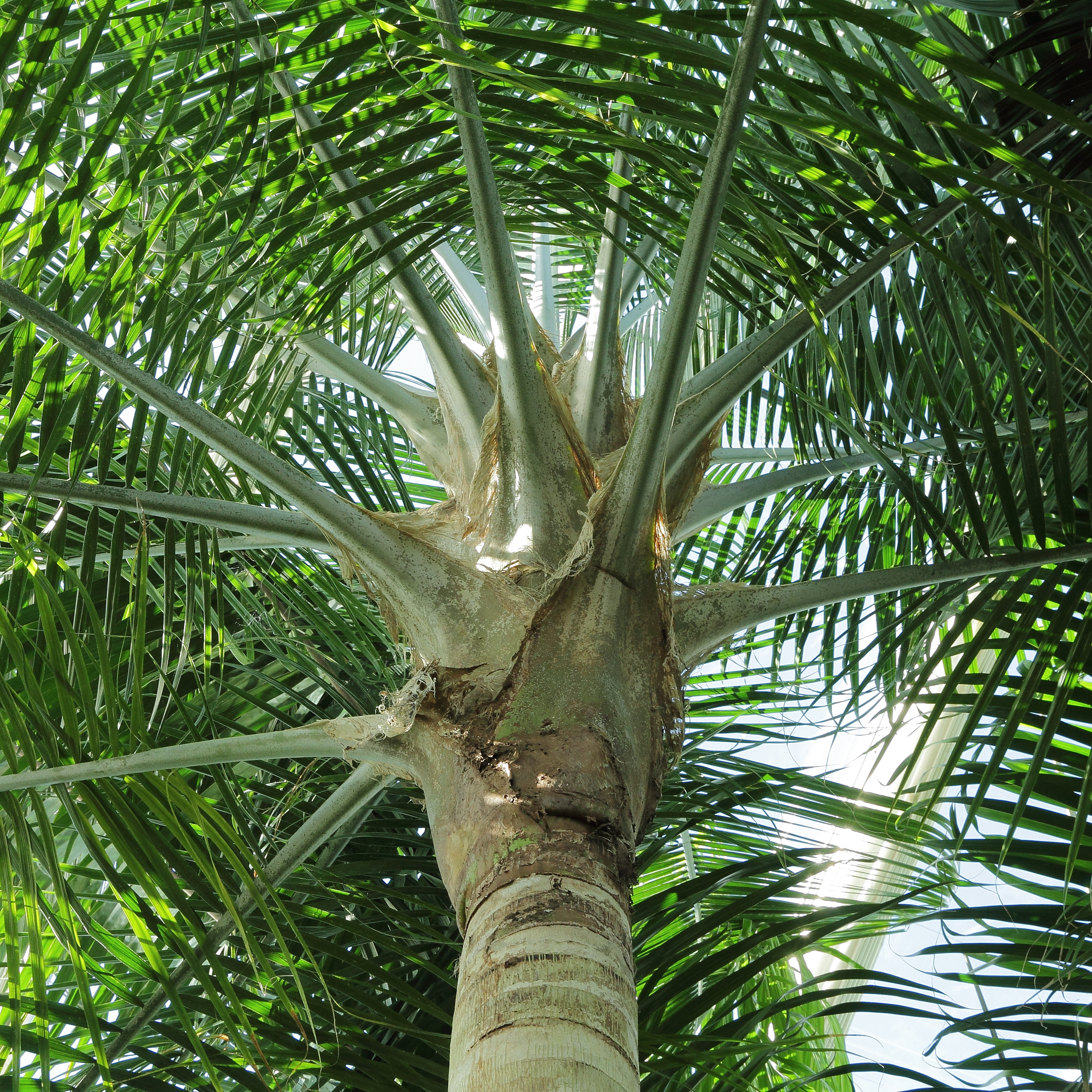
Ravenea rivularis, un Ceroxyloideae
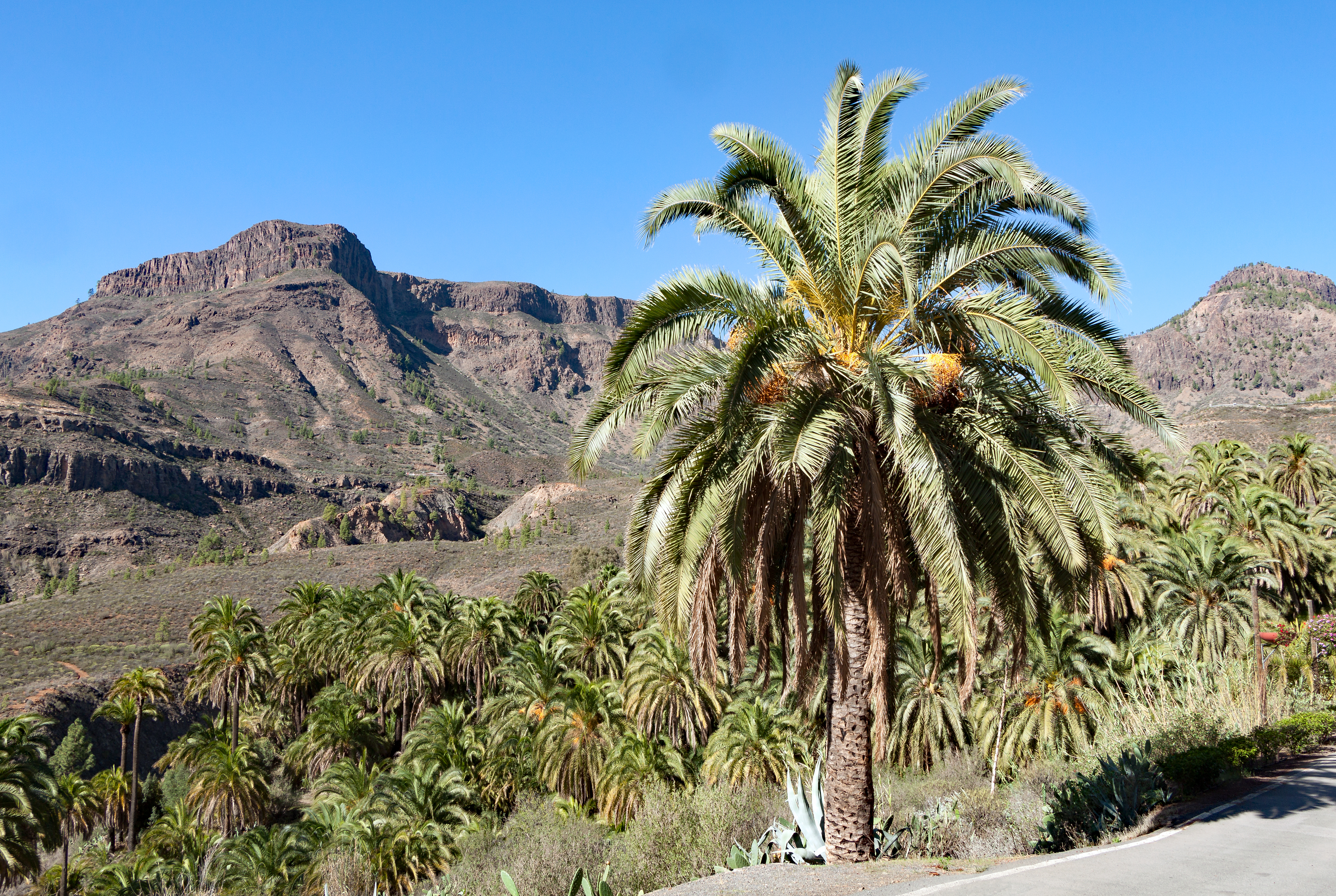
Palmier dattier des Canaries (Phoenix canariensis), un Coryphoideae
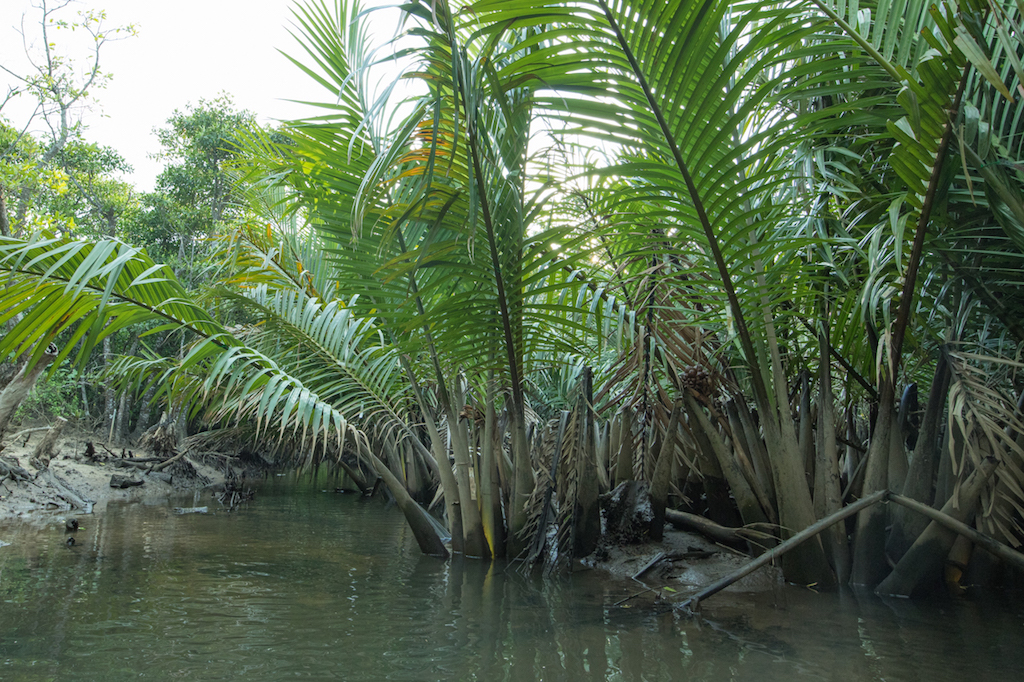
Nypa fruticans, un Nypoideae

Les genres les plus connus pour cette famille sont les suivants : Areca, Bismarckia, Borassus, Brahea, Butia, Calamus, Cocos, Copernicia, Corypha, Elaeis, Euterpe, Hyphaene, Jubaea, Latania, Mauritia, Metroxylon, Phoenix, Raphia, Roystonea, Sabal, Salacca, Syagrus, Trachycarpus, Washingtonia.

## Écologie

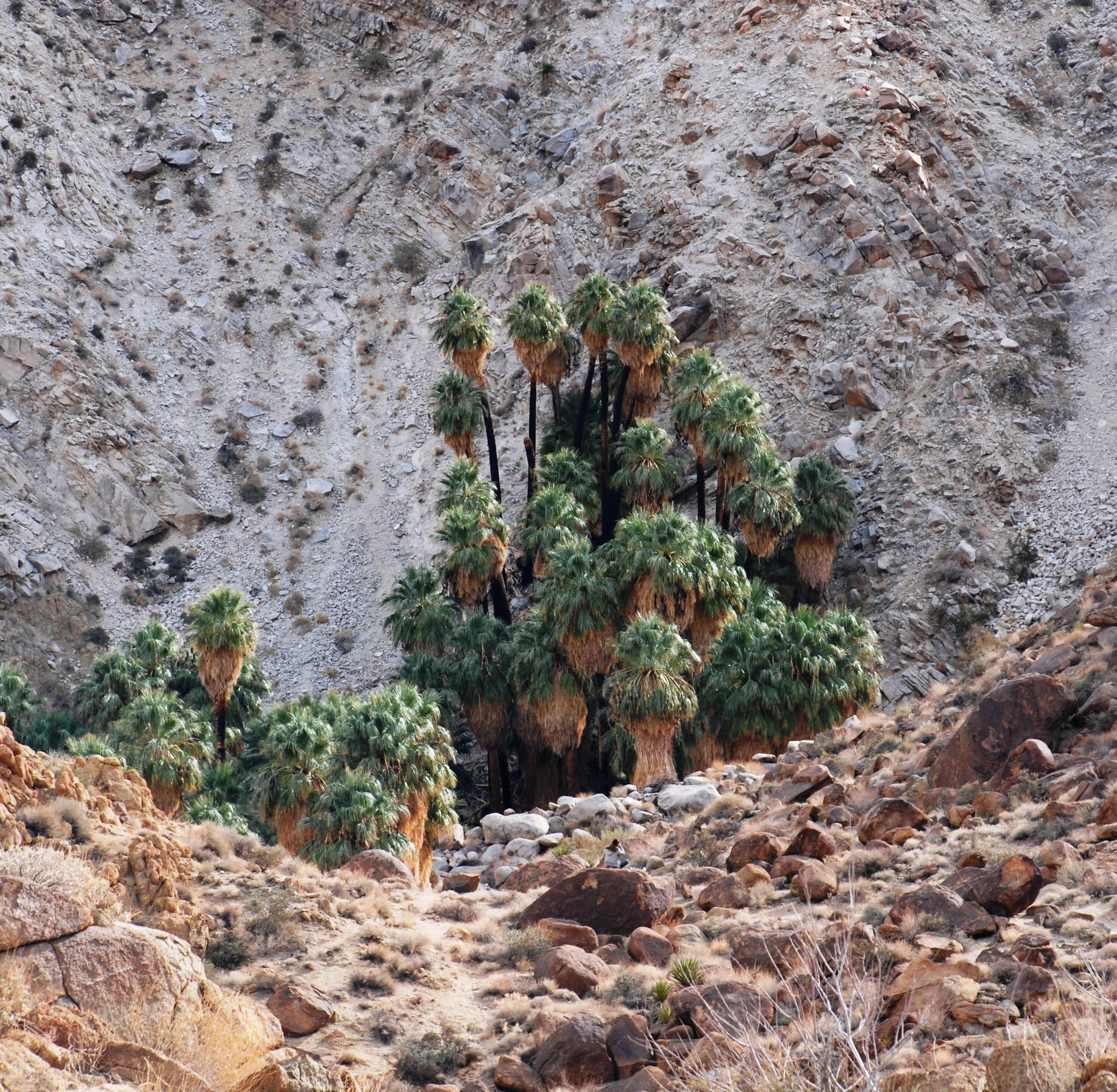
Une oasis avec des palmiers à jupon dans le parc national de Joshua Tree, en Californie.

### Milieux de vie
Les palmiers, largement répandus dans les régions intertropicales, font partie intégrante de l'écosystème tropical. Un grand nombre d'espèces poussent dans les forêts pluvieuses tropicales, au niveau de la canopée et dans la strate arborescente inférieure. Les palmiers poussent également dans des endroits durablement humides, comme les marais, à proximité des mangroves et sur les rives des fleuves. Ils prospèrent également dans les zones au climat subtropical humide ou méditerranéen, semi-arides et arides de plaines. Dans la cordillère des Andes on les rencontre encore à 4 000 mètres d'altitude. On les trouve aussi dans les oasis, notamment au Sahara.

### Parasites et maladies
Entre autres, deux insectes ravageurs de palmiers :
- Rhynchophorus ferrugineus - Le charançon rouge des palmiers (CRP) ;
- Paysandisia archon - Le papillon ravageur du palmier.

Le papillon de nuit (hétérocère) suivant se nourrit de palmier :
- l'Écaille cramoisie, Phragmatobia fuliginosa (Erebidae).

## Les palmiers et l'homme

### Symbolisme
Toutes les civilisations de la Méditerranée les ont vénérés. Ils symbolisent l' « arbre de vie », la fécondité et le succès et, du point de vue des images paysagères, les déserts chauds, les côtes et les paysages tropicaux.

### Économie

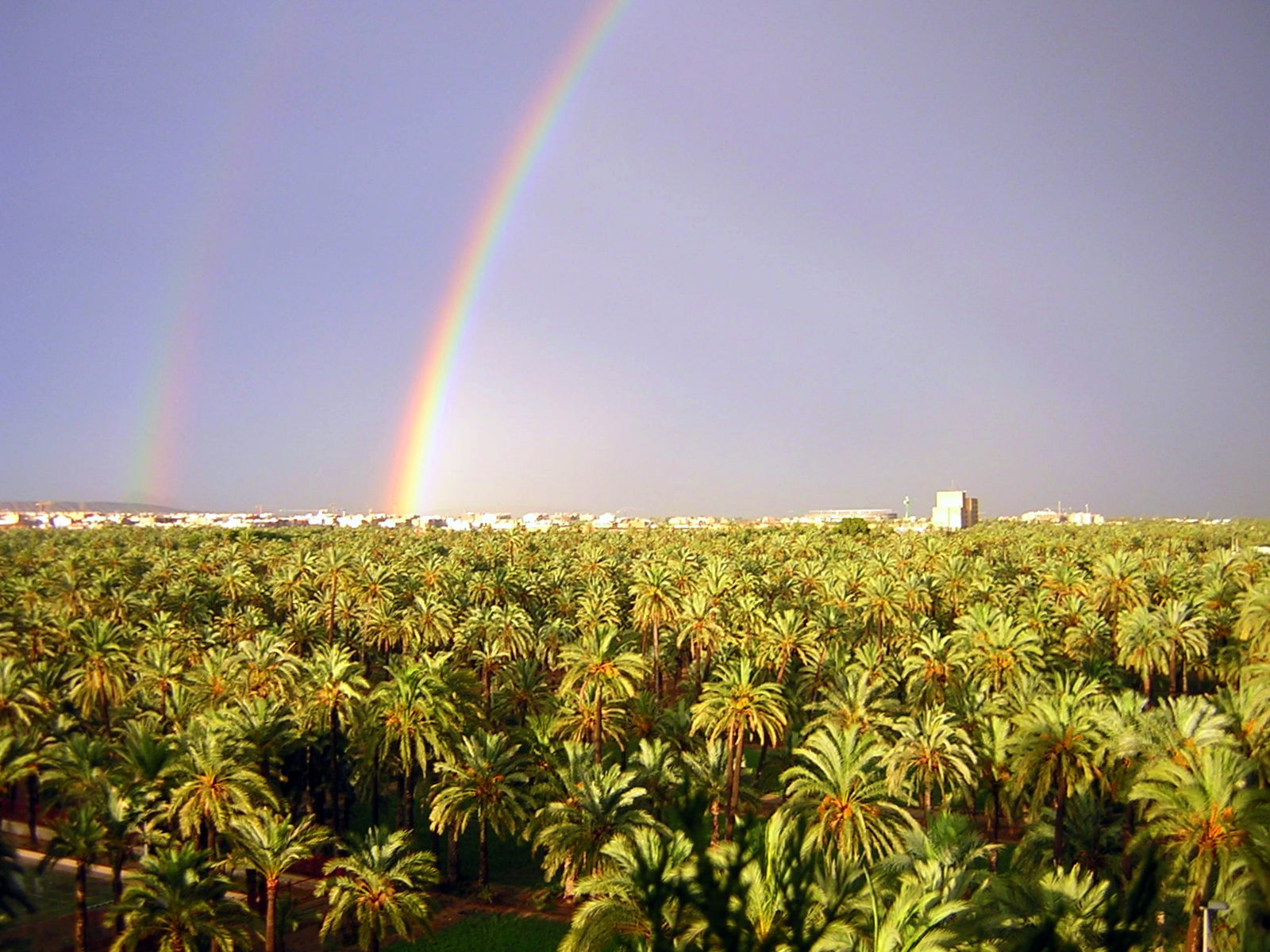
La palmeraie d'Elche située à Elche en Espagne).

Les palmiers sont des plantes parmi les plus utiles dans l'économie agricole des pays des zones tropicales où ils ne sont dépassés en importance que par les graminées. Toutes les parties de la plante sont employées de manière très variée. Les fruits, noix de coco ou dattes, font partie depuis des millénaires des aliments de base des populations vivant sous les tropiques. Avec le « bois » des stipes, on fabrique des planchers et des murs, et avec les feuilles on réalise la couverture des maisons.
Les représentants les plus importants de cette famille sur le plan économique sont les suivants :
- le cocotier cultivé, genre Cocos ;
- les palmiers à huile, genres  Elaeis et Orbignya ;
- le palmier-dattier, genre Phoenix ;
- le palmier à raphia, genre Raphia ;
- le palmier à bétel, genre Areca ;
- le palmier à cire, genre Copernicia ;
- le palmier à ivoire, genre Phytelephas ;
- le palmier à rotin, genre Calamus ;
- les palmiers à sucre, genres Borassus, Caryota et Arenga.

## Utilisations des palmiers

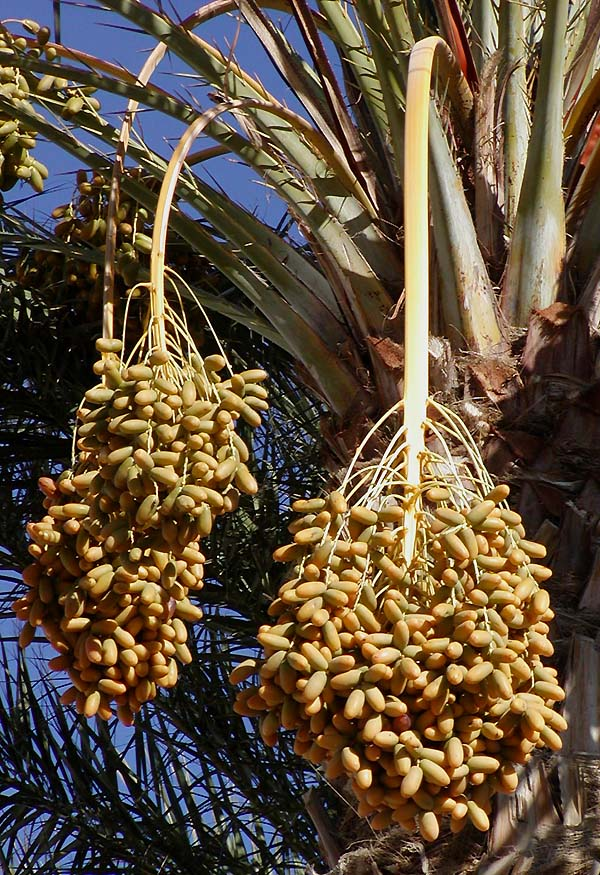
Des dattes sur un dattier.

- usage alimentaire : dattes, noix de coco, sucre, vin de palme, coprah, sagou (fécule), chou palmiste (cœur de palmier), huile de palme, chenilles
- usage thérapeutique : noix d'arec, sang-dragon
- usage industriel : cire de palmier, fibres textiles (raphia, rônier, crin végétal), rotin pour vannerie, ivoire végétal
- usage ornemental : parcs et jardins, avenues, plantes d'appartement (kentia)
- usage médical : par exemple, les baies de Serenoa utilisés (industriellement) pour lutter contre l'adénome prostatique
- construction : dans de nombreux pays (Polynésie, Panama, Thaïlande, Philippines, Nouvelle-Guinée, Indonésie, Amazonie, Sahara), les palmiers servent de matériau de construction. Tout d'abord, on se sert des stipes des palmiers pour établir la structure principale de la construction (charpente, poutre). Ensuite, pour réaliser la toiture, on se sert des feuilles qui ont la propriété de former une excellente couche étanche. Les cloisons intérieures quant à elles sont réalisées à partir de folioles tressées. Dans la péninsule Arabique, on utilise les palmes de palmier (arish) pour construire des maisons peu onéreuses mais éphémères. L'architecture contemporaine commence à remettre à l'honneur cette technique traditionnelle.

Utilisation des nervures de palmes de dattier pour la confection de cageots (transport et vente des fruits et légumes) en Égypte.
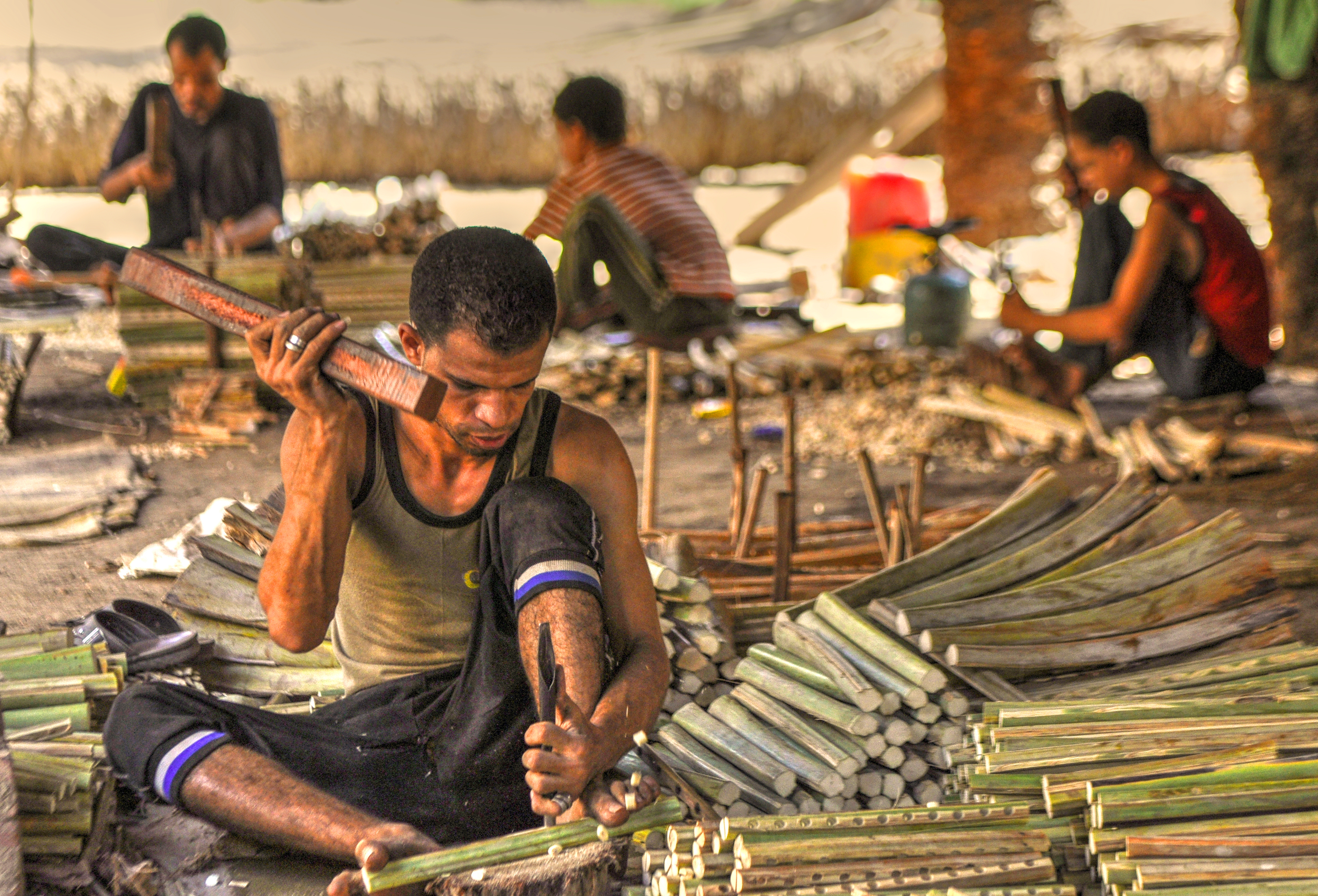
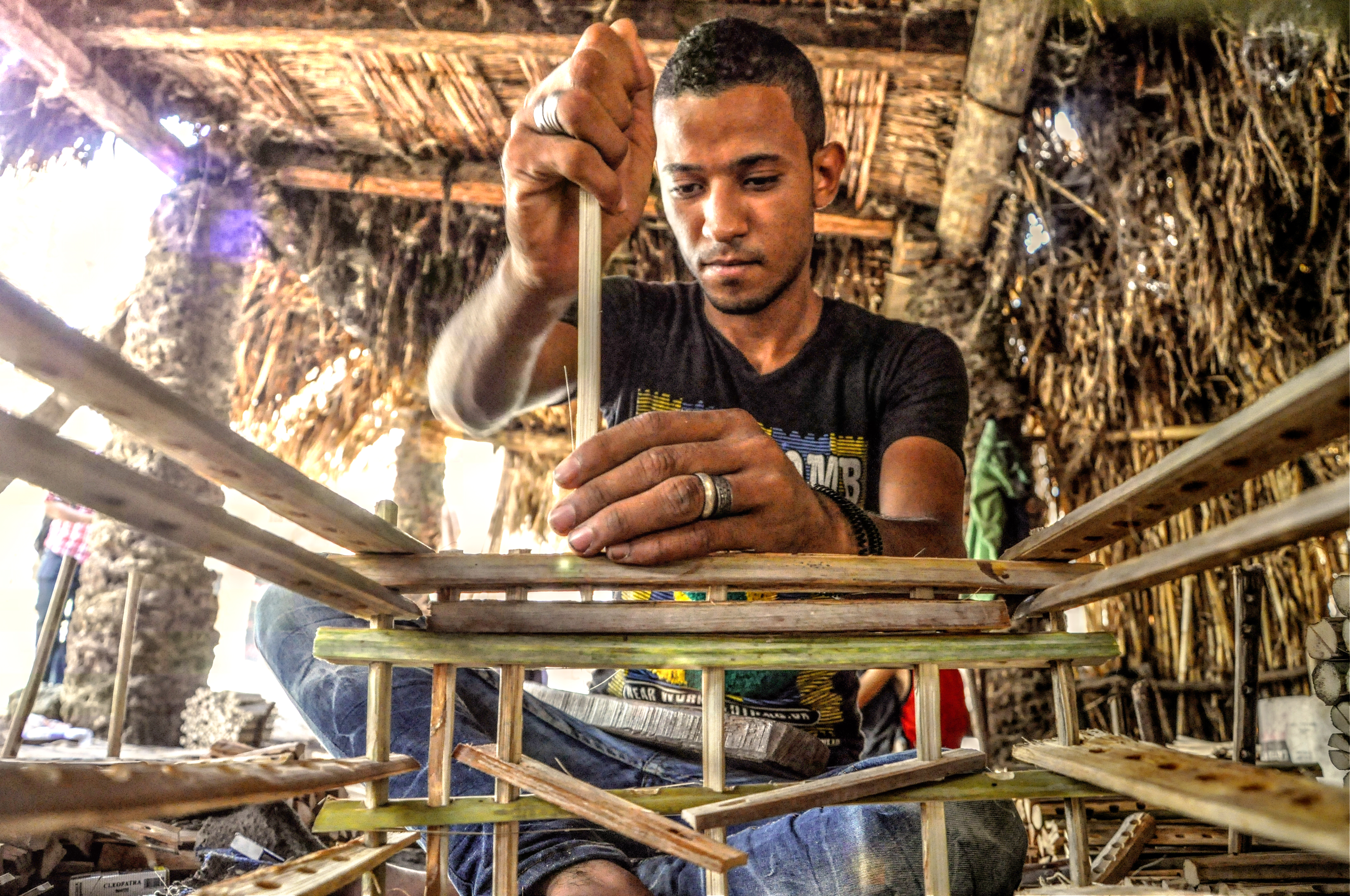
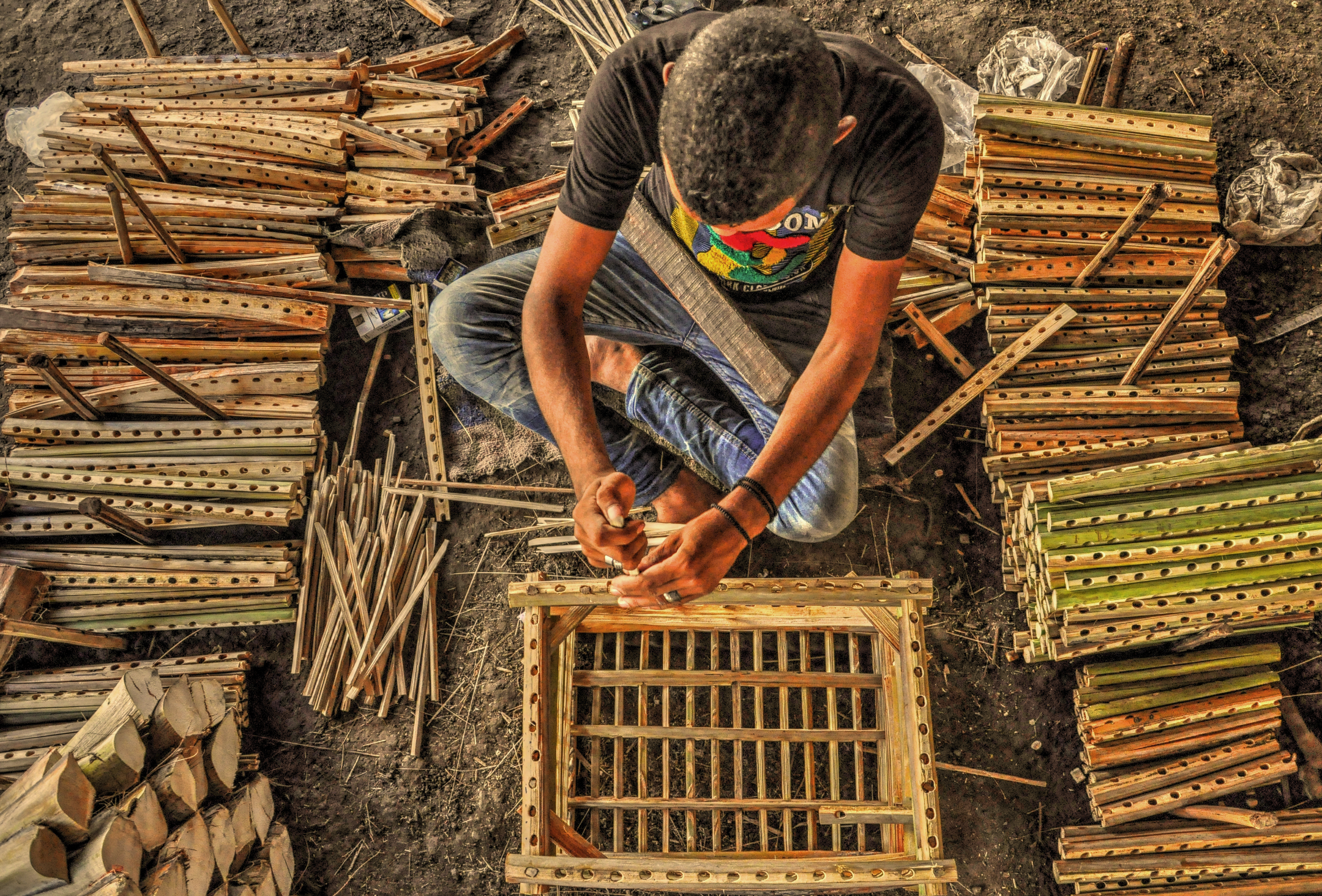

## Galerie

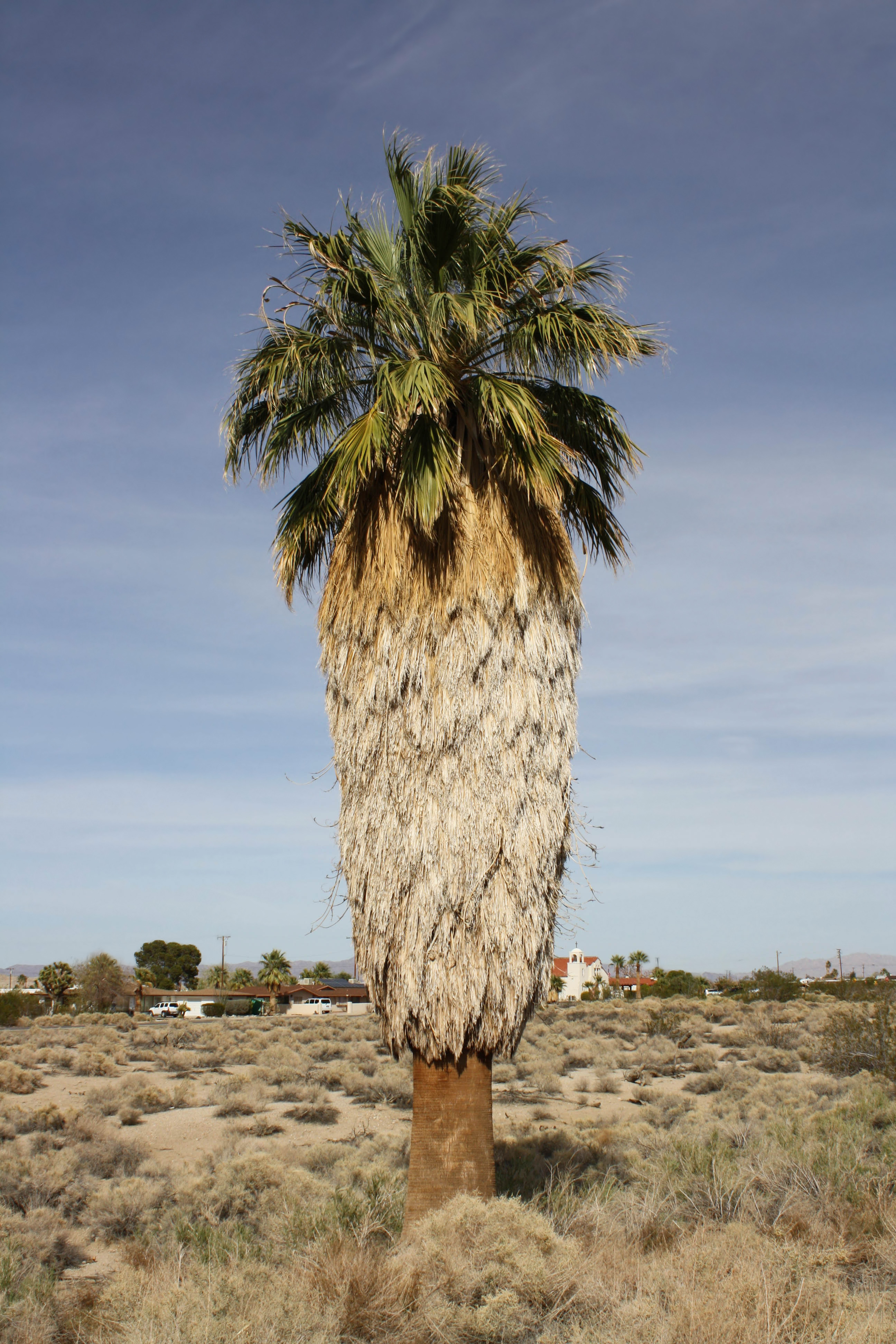
Palmier à jupon.
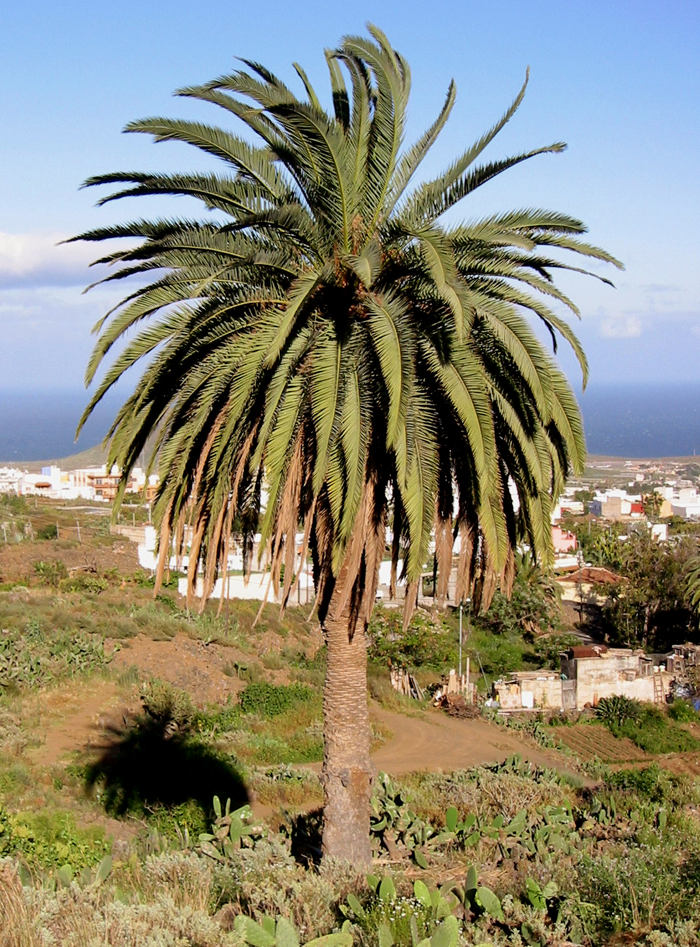
Dattier des Canaries.
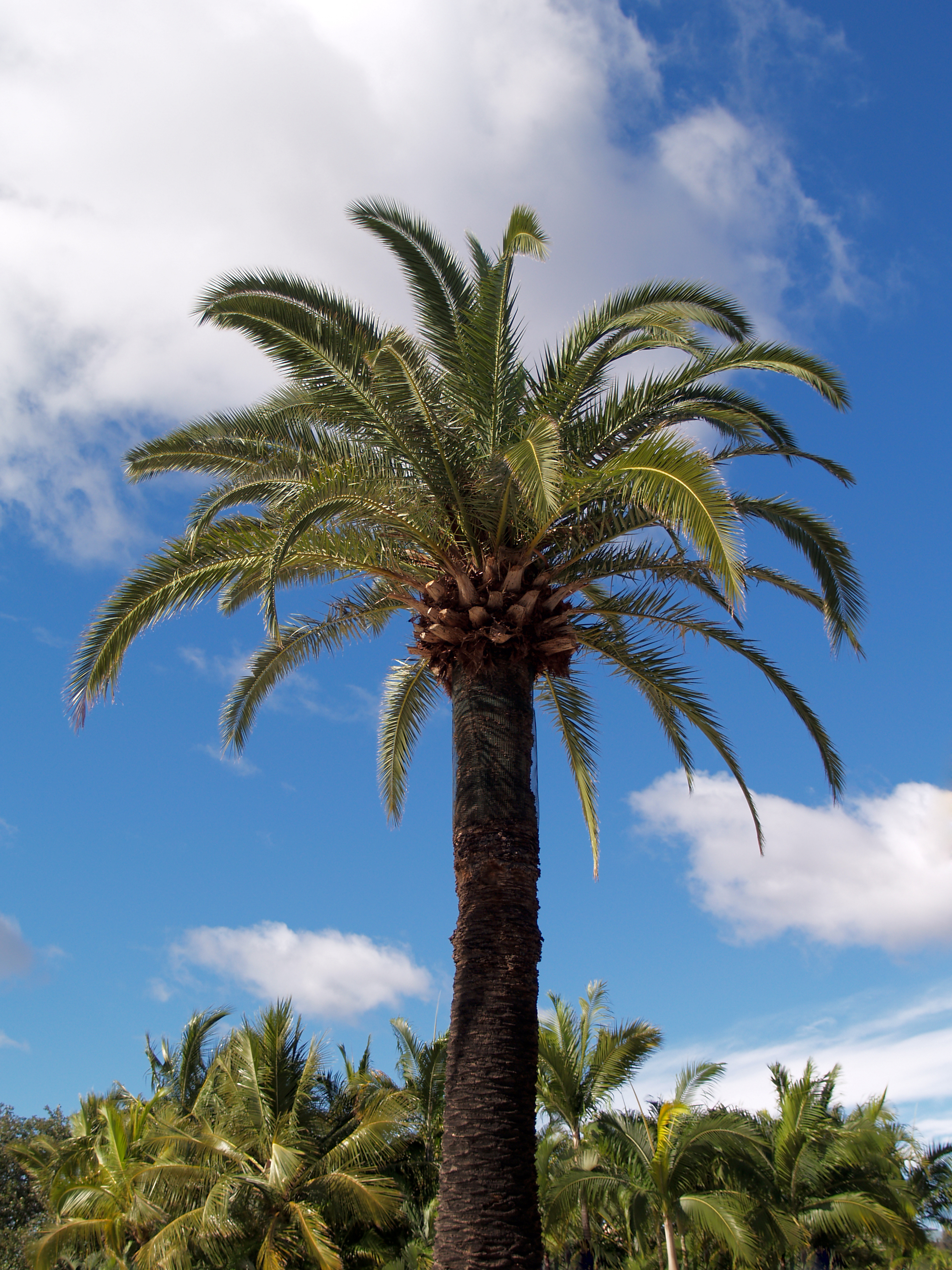
Dattier des Canaries à Brisbane, Queensland.
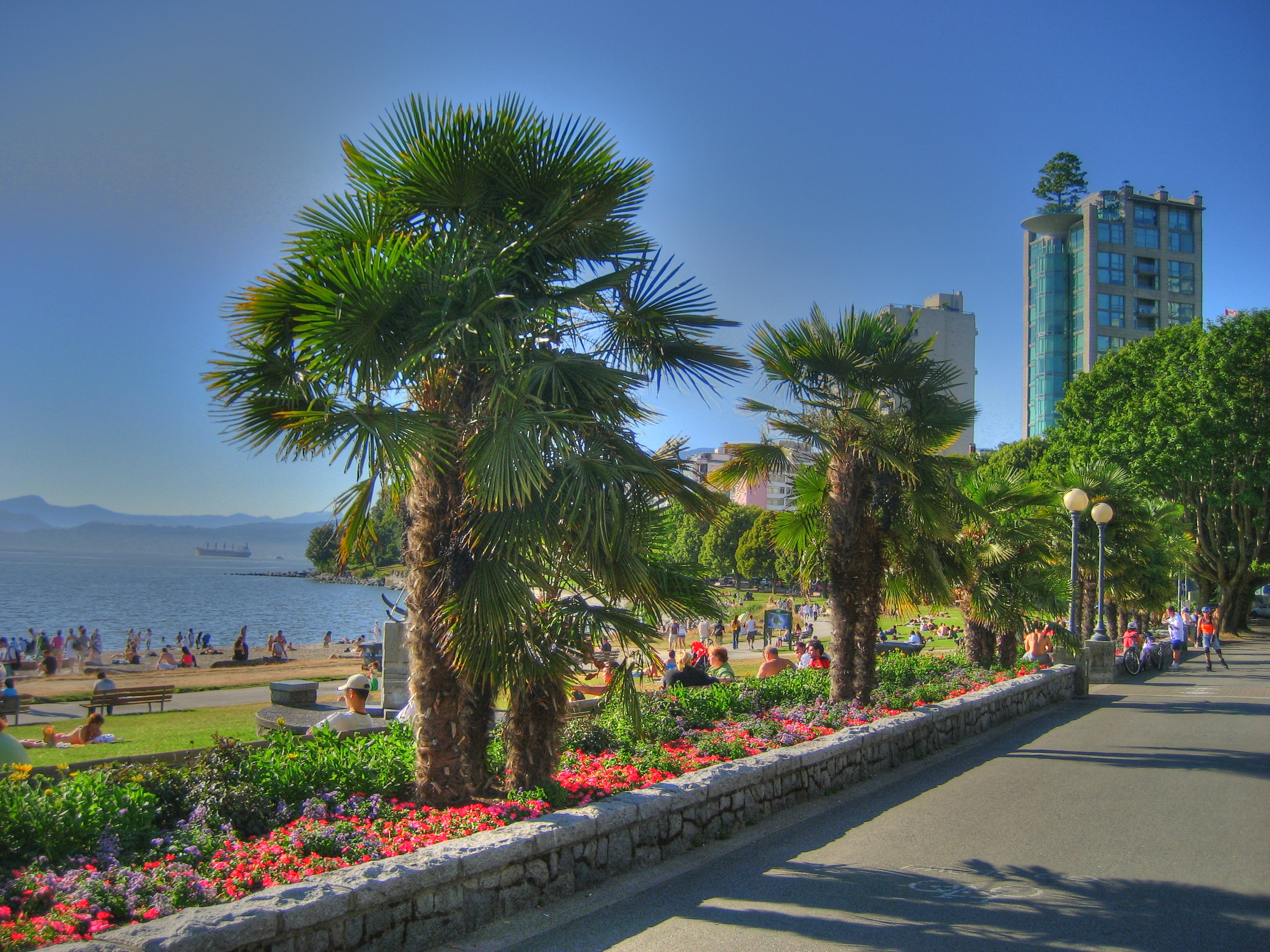
Palmier chanvre.
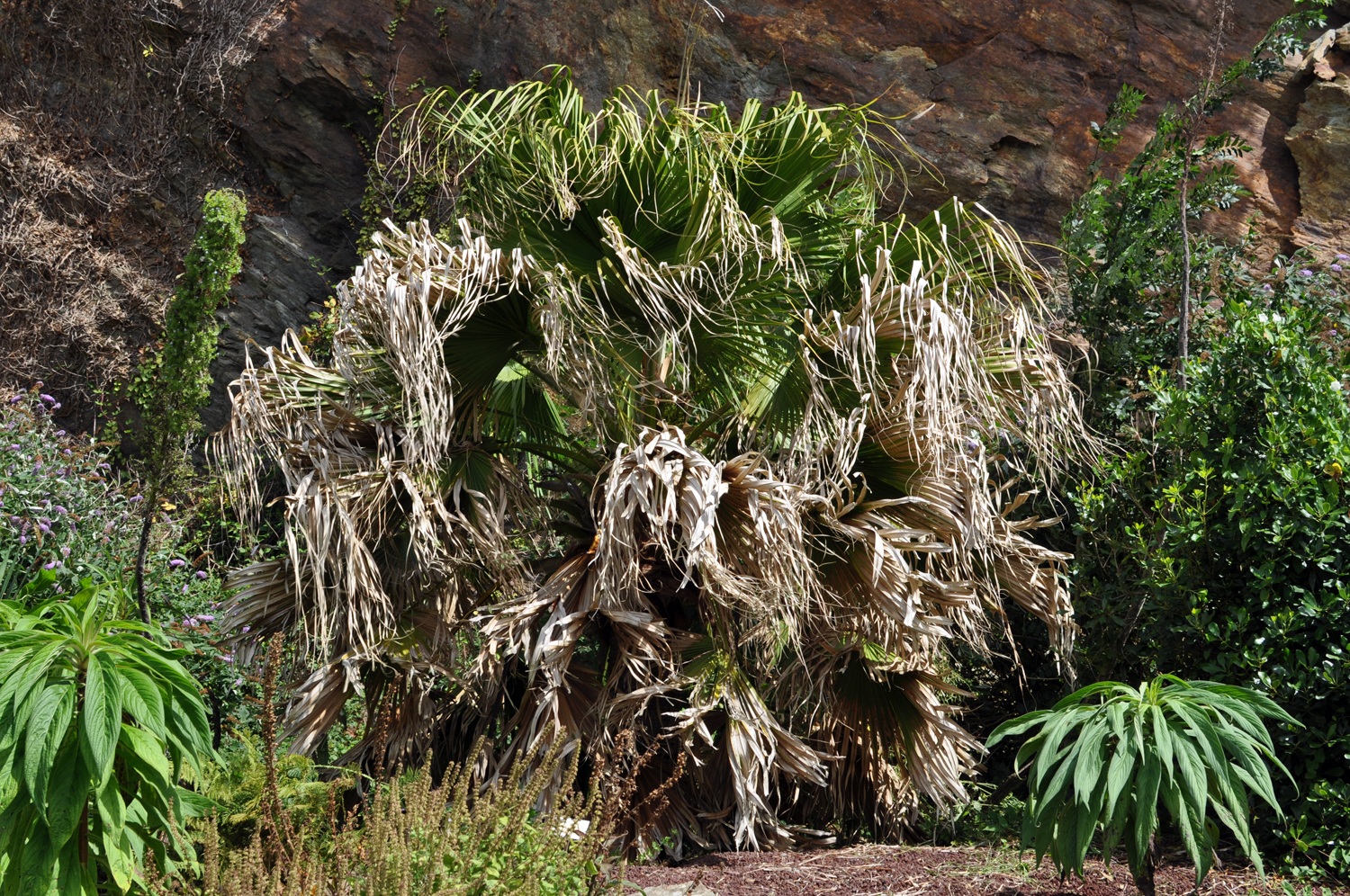
Livistona chinensis.
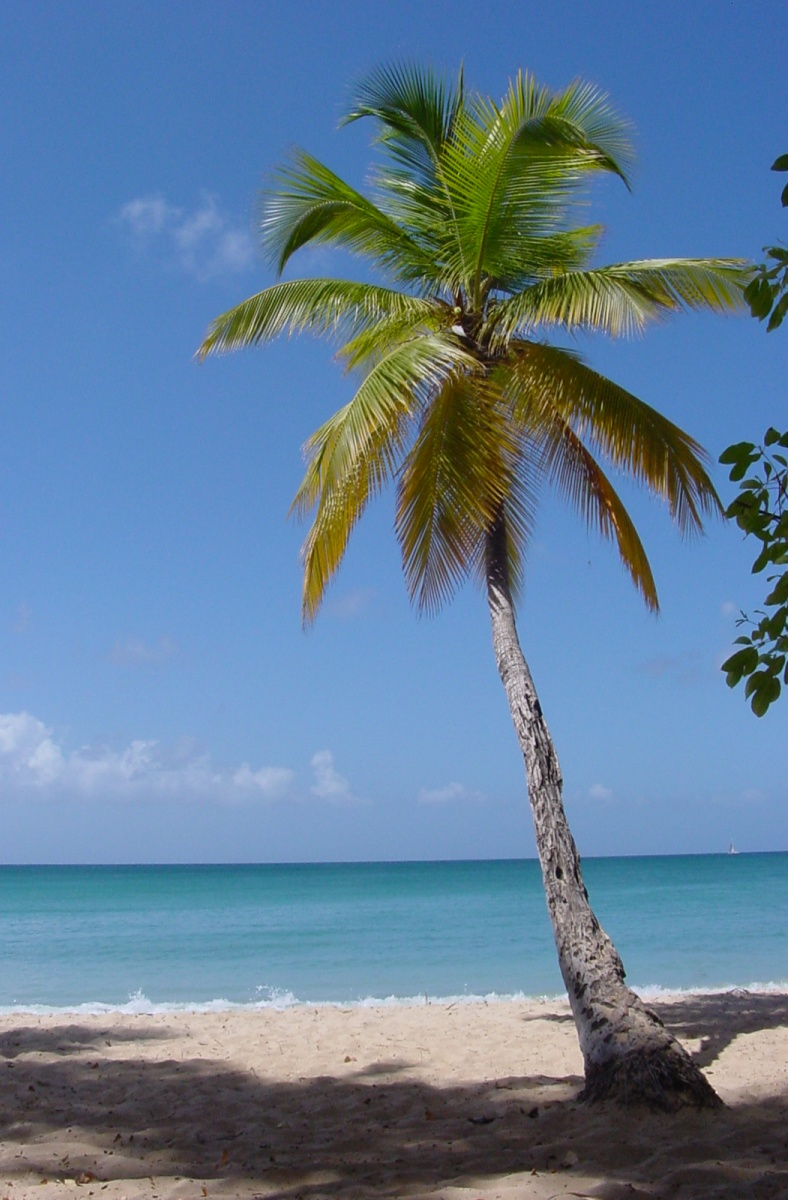
Cocos nucifera.
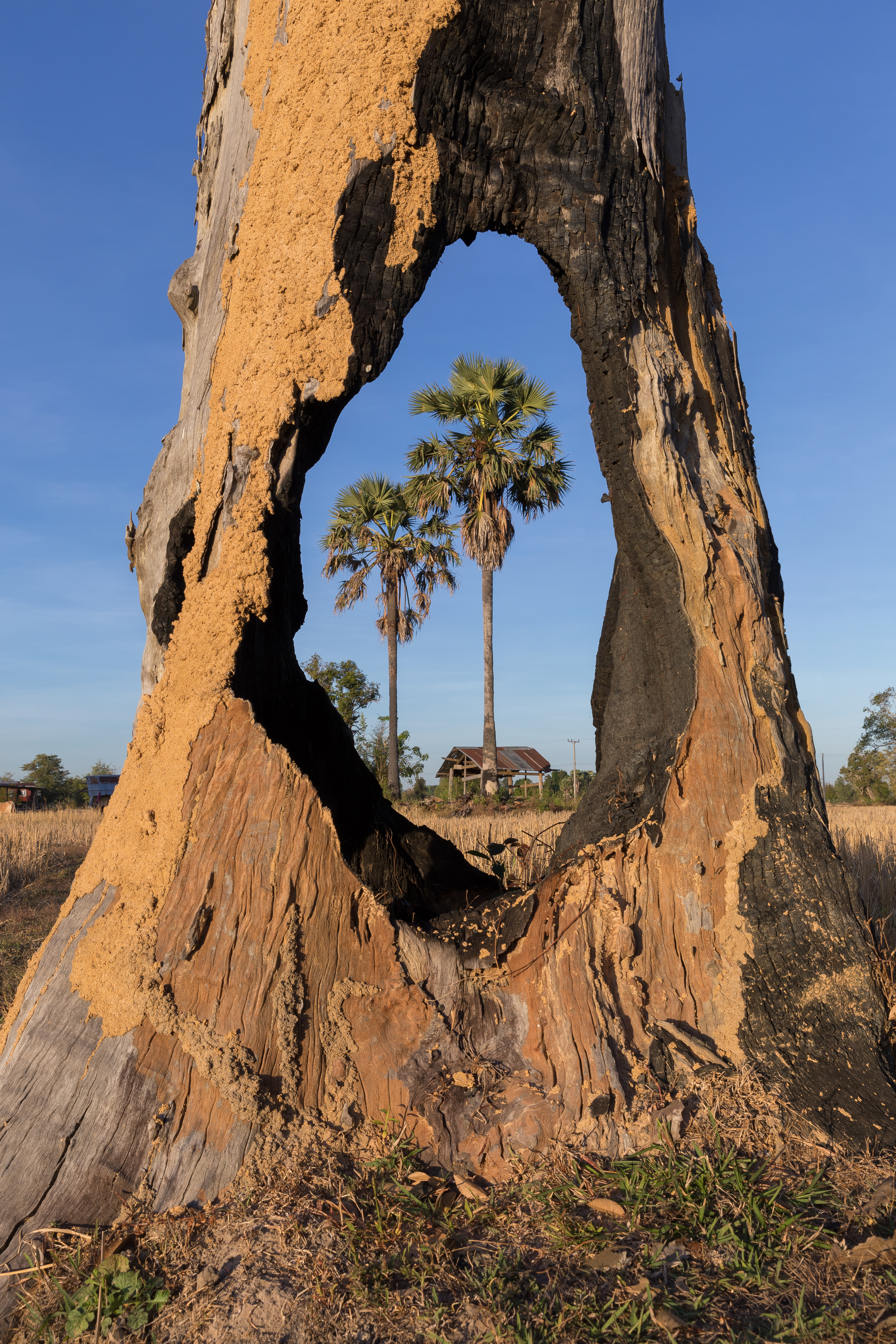
Deux Arecaceae vus à travers un tronc d'arbre au Laos.
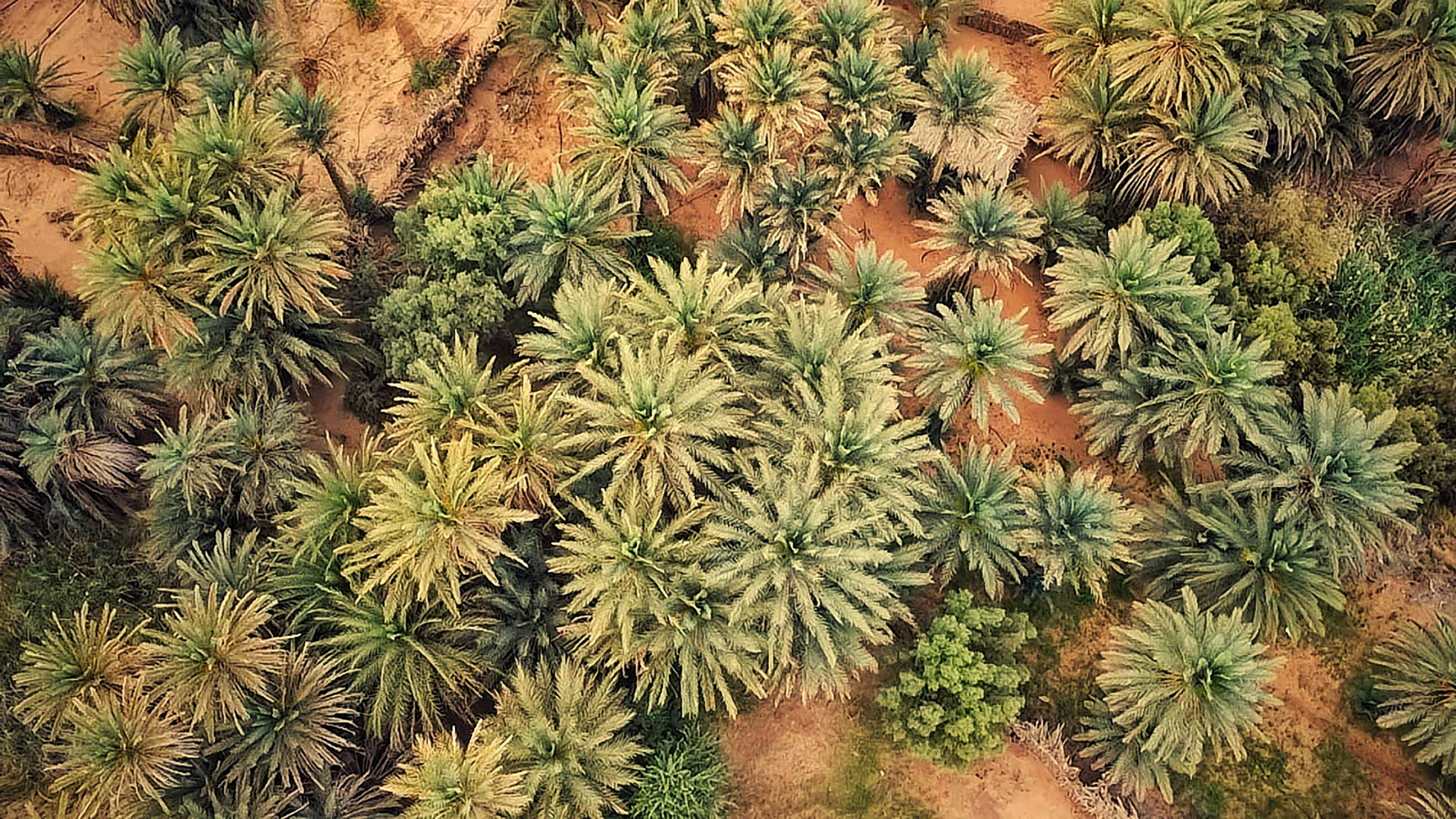
Champ de palmiers dattiers. Oasis de Ghat (Libye).